# ام عبیریه
ام عبیریه یک منطقهٔ مسکونی در قطر است که در شهرداری ام صلال واقع شده‌است. ام عبیریه ۷٫۱ کیلومتر مربع مساحت دارد.